# Humanes T-lymphotropes Virus 1
Das Humane T-lymphotrope Virus 1 (HTLV-1) (früher auch: Humanes T-Zell-Leukämie-Virus 1) ist ein Retrovirus (Mitglied der Familie Retroviridae), das Menschen und andere verwandte Primaten infizieren kann. Dabei infiziert es primär CD4-positive T-Lymphozyten und kann bei einer kleinen Minderheit der Patienten eine T-Zell-Leukämie oder neurologische Erkrankung, insbesondere eine Tropische Spastische Paraparese, verursachen.

## Historisches
HTLV-1 wurde 1979/1980 als erstes humanpathogenes Retrovirus durch die Arbeitsgruppe um Robert Gallo an den National Institutes of Health entdeckt. Dem vorangegangen war eine jahrzehntelange Suche nach Retroviren beim Menschen, nachdem Retroviren aus dem Tierreich schon länger bekannt waren. Die Entdeckung war dementsprechend eine wissenschaftliche Sensation. Kurz danach wurde ein zweites, mit HTLV-1 eng verwandtes humanes Retrovirus entdeckt, das dann als HTLV-2 bezeichnet wurde. Die ersten HTLV-1-Virusisolate stammten von Patienten mit T-Zell-Leukämien. Der Name „HTLV“ stand daher zunächst für „humanes T-Zell-Leukämievirus“. Später entdeckte man, dass HTLV-1 auch andere nicht-maligne Erkrankungen verursachen kann und der Name wurde in „T-lymphotropes Virus“ abgeändert. In den folgenden Jahren entdeckte man bei Primaten verschiedene, mit HTLV-1 und HTLV-2 eng verwandte Retroviren, die dann analog als „simian T-lymphotropic viruses“ oder „primate T-lymphotropic viruses“ (T-lymphotrope Viren von Affen bzw. Primaten) bezeichnet wurden. Heute geht man davon aus, dass die humanen Viren HTLV-1 und HTLV-2 durch Übertragung von Affenretroviren innerhalb der letzten etwa 20.000 Jahre auf den Menschen entstanden sind.
Im Jahr 2005 wurden zwei weitere, mit HTLV-1 und -2 eng verwandte Retroviren bei Buschwildjägern in Kamerun entdeckt, die provisorisch den Namen HTLV-3 und HTLV-4 erhielten. HTLV-3 (oder HTLV-III) ist außerdem auch eine veraltete Bezeichnung aus den 1980er Jahren für HIV.

## Taxonomie
Taxonomisch wird HTLV-1 in die Gattung Deltaretrovirus klassifiziert und aufgrund der engen genetischen Verwandtschaft mit den Deltaretroviren der nicht-humanen Primaten per Vorschlag in eine gemeinsame Untergattung „Primaten-Deltaretroviren“ eingeteilt.

## Epidemiologie
Weltweit schätzt man ca. 15–20 Millionen HTLV-1-Infizierte (zum Vergleich: HIV: ca. 36 Millionen 2016). Im Gegensatz zu HIV hat sich die Zahl der Infizierten in den letzten Jahrzehnten wohl nicht wesentlich verändert (nach Schätzungen, genaue Zahlen existieren für die meisten Länder nicht). Im Gegensatz zu HIV, das sich seit Anfang der 1980er Jahre vor allem im Afrika südlich der Sahara geradezu explosionsartig ausbreitete (siehe HIV/AIDS in Afrika) und zur Pandemie geworden ist, sind die HTLV-1-Infektionen weitgehend auf bestimmte Endemiegebiete beschränkt geblieben. Die Ursachen liegen wohl in der wesentlich weniger effizienten Übertragung von HTLV-1 im Gegensatz zu HIV.
Bekannte Endemiegebiete sind:
- Japan, insbesondere die südlichen Inseln Kyūshū, Shikoku und Okinawa
- Zentralaustralien, wo in manchen Gemeinden fast die Hälfte der Bevölkerung infiziert ist
- die Karibik und Anrainergebiete, zum Beispiel Mittelamerika
- bestimmte Gebiete von Äquatorialafrika
- bestimmte Gebiete von Südamerika
- die Region um die Stadt Maschhad im Nordosten Irans
- die USA (hier insbesondere bestimmte Bevölkerungsgruppen)

Für viele Länder existieren jedoch keine verlässlichen Zahlen. Bzgl. Japan gibt es die Vermutung, dass das Virus im 16. Jahrhundert durch portugiesische Seefahrer und Kaufleute, die über viele Jahrzehnte in Nagasaki eine Handelsniederlassung hatten, ins Land eingeschleppt wurde. Die Portugiesen wiederum hatten sich wahrscheinlich in Afrika durch Sexualkontakte angesteckt. Diese Hypothese ist jedoch umstritten und kann nicht als bewiesen gelten.
In Europa kommt HTLV-1 fast nicht vor (eine Ausnahme sind Einwanderer aus Endemiegebieten wie zum Beispiel karibische Einwanderer in Großbritannien). Im Gegensatz zu den USA werden in Deutschland Blutspender wegen der Seltenheit meist nicht routinemäßig auf HTLV-1 getestet.

## Genetik
Das HTLV-1-Genom besteht aus RNA und umfasst ca. 8.500 Basen (zum Vergleich: menschliches Genom ca. 3 Milliarden Basenpaare). Es besteht an den Enden aus zwei identischen flankierenden Sequenzen (den sogenannten long terminal repeats). Dazwischen liegen die für alle Retroviren typischen drei Genregionen gag (Genregion für die Virusstrukturproteine, aus denen die innere Virushülle aufgebaut ist), pol (Virusenzyme, die für die Umschreibung des Virusgenoms in DNA und die Integration in das zelluläre Genom wichtig sind) und env (Virusproteine, die in die äußere Virushülle eingebaut sind und entscheidend dafür sind, welche Zellen das Virus infizieren kann).
Zusätzlich besitzt HTLV-1 allerdings noch weitere Gene, die für Proteine kodieren, die die Expression von Virusgenen und auch zellulären Genen beeinflussen. Zumindest eines dieser Gene – tax – scheint entscheidend an der malignen Transformation der infizierten Zelle und der Entstehung der T-Zell-Leukämie beteiligt zu sein.

## Infektionswege
Drei wesentliche Infektionswege sind bekannt:
- Vertikale Übertragung durch transplazentare Passage HTLV-infizierter Lymphozyten oder postnatale Infektion des Säuglings durch die Muttermilch infizierter Mütter (vertikale Übertragung)
- durch Transfusion infizierter Blutprodukte, Blutplasma ist im Gegensatz zu HIV nicht infektiös
- durch Sexualkontakt

## Assoziierte Erkrankungen
HTLV-1 verursacht hauptsächlich zwei Erkrankungen:
- die adulte T-Zell-Leukämie, eine Sonderform der T-Zell-Leukämie (manchmal abgekürzt ATL)
- die Tropische Spastische Paraparese bzw. HTLV-1-assoziierte Myelopathie (manchmal abgekürzt TSP/HAM).

Diese Erkrankungen treten nur bei einem kleinen Teil der HTLV-1-Infizierten auf. Beispielsweise gab es in Japan in den 1990er Jahren mehr als eine Million HTLV-1-Infizierte, aber es wurden nur zwischen 500 und 1000 Fälle von ATL jährlich beobachtet. Man schätzt, dass das lebenslange Risiko für diese Erkrankungen bei Infektion bei jeweils ca. 1–2 % liegt. Dies ist ein wesentlicher Unterschied zur HIV-Infektion, bei der praktisch 100 % der Infizierten, sofern sie nicht behandelt werden, früher oder später AIDS entwickeln.
In Japan erfolgte die Infektion früher hauptsächlich perinatal über die Muttermilch infizierter Mütter. Seitdem dieser Übertragungsweg bekannt ist, gibt es Programme, die diesen Müttern den Verzicht auf das Stillen nahelegen. Dadurch ist es in Japan tatsächlich zu einer signifikanten Senkung der Rate an Neuinfektionen gekommen. Interessant ist, dass die ATL meist im höheren Lebensalter auftritt (das Durchschnittsalter der Erkrankten beträgt >60 Jahre). Bei einer vorwiegend perinatalen Infektion muss man also von einer enorm langen Latenzzeit des Virus ausgehen (60 Jahre und mehr). Auch das ist ein wesentlicher Unterschied zu HIV, wo die Zeit zwischen Infektion und Entwicklung von AIDS meist weniger als 10 Jahre beträgt, wenn keine Behandlung erfolgt. Auch muss betont werden, dass es sich bei der adulten T-Zell-Leukämie um eine ganz spezielle Sonderform der T-Zell-Leukämie handelt, die nur in HTLV-1-Endemiegebieten auftritt. In Europa, wo HTLV-1 kaum vorkommt, gibt es durchaus auch T-Zell-Leukämien, diese werden aber nicht von HTLV-1 verursacht.
HTLV-1 gehört zusammen mit dem Hepatitis-B-Virus (HBV), dem Hepatitis-C-Virus (HCV), dem Epstein-Barr-Virus (EBV), dem Humanen Papillomvirus (HPV) und dem Humanen Herpesvirus 8 (HHV-8, auch Kaposi-Sarkom-Herpesvirus, KSHV) zu einer Gruppe von humanen karzinogenen Viren, die weltweit für 10 bis 15 Prozent aller Krebserkrankungen verantwortlich sind.

## Therapie
Eine wirksame Therapie der HTLV-1-Infektion ist nicht bekannt. Bei einer Infektion persistiert das Virus lebenslang im Organismus und kann in der Regel durch das Immunsystem nicht mehr eliminiert werden (das Virusgenom wird bei der Infektion in das Genom der infizierten Zelle eingebaut). Es ist also ein Fehlschluss, anzunehmen, dass jemand, bei dem Antikörper gegen HTLV-1 im Blut nachweisbar sind, gegen dieses Virus immun ist. Die Antikörper zeigen im Gegenteil an, dass der Betroffene mit dem Virus Kontakt hatte und dauerhaft infiziert ist (genauso wie bei HIV).
Eine wirksame Impfung gegen das Virus existiert bisher nicht.
Die durch HTLV-1 ausgelösten Erkrankungen ATL und TSP/HAM müssen entsprechend behandelt werden. Die ATL wird beispielsweise wie eine Leukämie behandelt. Eine antivirale Therapie findet dabei nicht statt. Die Prognose der Erkrankungen ist im Allgemeinen ungünstig.